# Jonacatepec
Jonacatepec de Leandro Valle es una localidad del estado mexicano de Morelos. Es cabecera del municipio de Jonacatepec. La población fue nombrada en honor al general Leandro Valle Martínez, partícipe en la Guerra de Reforma.

## Demografía
| Gráfica de evolución demográfica |
|                                  |

| Censo | Población |
| ----- | --------- |
| 1900  | 3273      |
| 1910  | 3576      |
| 1921  | 2190      |
| 1930  | 1963      |
| 1940  | 2152      |
| 1950  | 2168      |
| 1960  | 3250      |
| 1970  | 3863      |
| 1980  | 4737      |
| 1990  | 6269      |
| 2000  | 7638      |
| 2010  | 8123      |
| 2020  | 8474      |